# 邓述坤
邓述坤（1896年—1977年）湖北宜昌人，中华圣公会主教。

## 生平
邓述坤原籍湖北宜昌，生于清朝光绪二十三年（1897年）。曾经多次留学美国，精通英文、神学，和外国差会关系非常密切。1920年，圣公会皖赣教区派邓述坤会长赴南昌主持圣公会教务。1925年，邓述坤会长向皖赣教区申请，获得大笔拨款，在南昌子固路原圣公会会址重建了教堂以及会长住宅、办公楼，新建后的教堂取名“宏道堂”。1988年，在该堂设立“豫章民俗博物馆”，现在是南昌市民俗博物馆。
1927年，邓述坤在原“圣马太学堂”的基础上创办了宏道中学，邓述坤自任校长。圣马太学堂是清朝光绪三十四年（1908年）由余文卿创办，最初为初级小学，后来改为两级小学；宣统三年（1911年）更名为“宏道学堂”；民国11年（1922年）开办宏道中学，民国19年（1930年）宏道中学停办；1946年开办完全小学，称“宏道小学”。
1930年，邓述坤向美国在华机构“上海中华麻疯病救济会”申请拨款，并向社会募捐，在南昌青云谱购地建房，开办麻风病院。麻风病院名义上隶属于1929年南昌基督教各教派联合创立的“中国麻风病协会江西分会”，实际上全部事务均由邓述坤负责。麻风病院设管理委员会，主要负责人除邓述坤之外，还有王德兴、伍毓瑞、王选铭等人。
民国36年（1947年），邓述坤会长在子固路圣公会堂院内开设了沙眼防治所，为民众治疗眼病。该所由基督教中国盲民福利协会江西分会筹资兴建，邓述坤任所长。1946年，南昌中华圣公会会长邓述坤开始筹备，于1947年1月创办江西省第一所盲校私立启明学校。1953年，启明盲童学校和启音聋哑学校由南昌市文教局接管，继续开办。
1950年初，皖赣教区将邓述坤调往杭州升任浙江教区主教。1950年4月，赣州圣公会刘屏庚会长被调到南昌，接替邓述坤。后来，邓述坤遭到冲击，曾任葆灵女中校董事长。
1977年，邓述坤逝世。